# Parapagurus alaminos
Parapagurus alaminos är en kräftdjursart som beskrevs av Rafael Lemaitre 1986. Parapagurus alaminos ingår i släktet Parapagurus och familjen Parapaguridae. Inga underarter finns listade i Catalogue of Life.